# サムライ・マサ
サムライ・マサ（）（本名：中久木孝将　なかくき たかまさ）は日本の現代アーティスト、美術監督。 
美術監督としては本名の中久木孝将（なかくき たかまさ）名義で、 アニメーション美術などを担当。現代アーティストとしての作家名はサムライ・マサ。香港のJPS Art Gallery、文化人プロダクション所属。1983年生まれ、身長 170cm、体重 58kg、血液型はB型。

## 来歴

### 作家名の由来
『サムライ・マサ』という名は、豊臣家の五大老、宇喜多氏の家臣で戦国武将の戸川氏の子孫であることに由来する。高祖父は官軍の隊長として賊徒と戦い、高祖母は徳川家直参の姫君である。士族の末裔で継承家紋は三本杉。

### 現代アーティストとして
現代アーティストとして様々な作品を試作する中で、たまたまやけくそで作った富士山にパンツが被った作品を画廊でコレクターに見せたところウケたため、以降パンツの普遍性や多様性に興味をもち、「パンツで世界中の人を幸せにする」いう理解を超えたテーマで本格的に活動をはじめた。
2014 年にはパンツオーケストラという音楽×映像×パフォーマンスを融合させた作品を発表、ぶっ飛んだ世界観が SNS を中心に国内外で話題となった。それを起点に「BBA のパン Tea」「世界に一つだけのパンツ」「BBA のパン TWO ボール」などを発表、あまりに前衛的なビジュアルとありえない発想から TV などでも紹介され、賛否を呼んだ。
2018 年には「世界一価値のある高級パンツの店」というサムライ・マサ自らがオーナーを務めるオンラインショップを開店させる。（なおこのショップで販売されているパンツは 1 億円と高額であるが、SNS でのシェアを条件に 82 円で購入できる仕組みになっている）

### 美術監督として
先祖代々絵を描く能力に優れ、子供時代からその能力を発揮。コンクールなどでも多数の受賞歴がある。大学を中退後、たまたま本屋でみかけた求人誌で高給に惹かれアニメーション美術会社へ入社。美術助監督、美術監督としてアニメーション美術、映画美術、実写映画マットペイント、コンポジットなどを手がける。
テレビアニメ「名探偵コナン」では背景美術を手掛け、後に美術監督に就任。現代美術と併せて現在も現役で活動し、2017年にはモンストアニメ「モンソニ！」、2018 年にはレイトン教授のテレビシリーズ「レイトン ミステリー探偵社～カトリーのナゾトキファイル～」の美術監督を務めている。
なお、美術としては実写からポスター、CD ジャケットや TV のセット CG まで手広く活動している。

## 人物
- 大学を 3 日で中退、その後引っ越しを機に寂しさからヤンキーに目覚めたとネット TV「ぶるぺん」で発言している。[9]
- 高祖父母は勝海舟や山岡鉄舟など歴史上の有名人とマブダチ。[10]
- 作品は婦人の市販のパンツに 100 万円の値段をつけたりと世間を煽る作風が多い。
- パンツアーティストになったきっかけは友人との喧嘩で車を燃やされたことで恨み憎しみが増し、その復讐心が形変わってパンツになったと語っている。
- のぼり棒、垂直跳びを得意としている。[1]
- 399 円の婦人のセール品パンツには「世界で一つだけのパンツ」というタイトルをつけ、某アイドルグループのヒット曲のタイトルに似ていることから売名行為と批判の声があがった。なお、この作品は東南アジアでも話題となり、インドネシアの TV などでも紹介されている。
- 出演した TOKYO FM の番組内でアニメ「パンパカパンツ」の広報大使に任命され、ゲスト出演した TV 番組の中で番宣などを行っている。[11]
- 中国メディアにて面白い職業ベスト 15 にサムライ・マサのパンツアーティストという肩書が紹介されている。[12]

## 主な出演

### テレビ番組
- ステキ+Life（J-TV 2011 年 4 月-）3 度ゲスト出演

### ネット配信番組
- ぶるぺん（GYAO! 2017 年 6 月）ゲスト出演

### ラジオ番組
- Futurescape（FM ヨコハマ　2014 年 4 月)
- 鷹の爪団の世界征服ラヂヲ （TOKYO FM 2014 年 5 月)
- Pure Lily White Songs（FM うらやす　2015 年 3 月）
- 元気 DE 満タン!!（レインボータウン FM 2015 年 3 月)
- Julie Watai HARDWARE GIRLS RADIO（ソラトニワ銀座 2015 年 4 月）
- 今夜もまた金曜日 綾ちゃんとふたみん WAKA のうふふのふ♪（レインボータウン FM 2015 年 7月-)レギュラー

## 主な作品

### 現代アート作品

#### パフォーマンスアート
- パンツオーケストラ（音楽×映像×パフォーマンスの融合作）
- 世界一価値のある高級パンツの店（オンラインショップ）

#### ビデオアート作品
- PANTS48
- Another“WS”～悪の大統領、少女趣味に AWAKENS～

#### 立体作品
- BBA のパン Tea（2015年 ）
- 世界に一つだけのパンツ（2017年）
- BBA のパン TWO ボール（2017年）

### 美術監督作品

#### アニメーション
- レイトン ミステリー探偵社～カトリーのナゾトキファイル～
- 名探偵コナン（TV 版）　四代目美術監督(487～504話、今泉徹夫と共同)
- モンストアニメ 特別編「モンソニ！ ダルタニャンのアイドル宣言」
- ギョ　（海老沢一男・桑原悟と共同)
- 地下鉄に乗るっ（京都市交通局PRアニメ）
- 麻辣女配
- 荒ぶる季節の乙女どもよ。
- 乙女ゲー世界はモブに厳しい世界です

### アニメーション参加作品（背景美術）
- 人魚の森（2003年）
- 美鳥の日々（2004年）
- げんしけん（2004年）
- うた∽かた（2004年）
- 舞-HiME（2004年）
- 英國戀物語エマ 第二幕（2005年）
- SPEED GRAPHER（2005年）
- トリニティ・ブラッド（2005年）
- 舞-乙 HiME（2005年）
- 格闘美神 武龍 REBIRTH（2006年）
- コヨーテ ラグタイムショー（2006年）
- 奏光のストレイン（2006年）
- くじびき?アンバランス（2006年）
- TOKYO TRIBE2（2006年）
- アイドルマスター XENOGLOSSIA（2007年）
- 風のスティグマ（2007年）
- 真・恋姫†無双（2008年）
- トリコ（OVA）（2009年）
- 宇宙戦艦ヤマト　復活編（2009年）
- 鋼殻のレギオス（2009年）
- デュラララ!!（第1期）（2010年）
- 神様はじめました（2012年）
- モンスターストライク THE MOVIE はじまりの場所へ（2016年）
- 僕のヒーローアカデミア THE MOVIE ヒーローズ：ライジング（2019年）